# Gare de Dijon-Porte-Neuve
Gare de Dijon-Porte-Neuve – stacja kolejowa w Dijon, w departamencie Côte-d’Or, w regionie Burgundia-Franche-Comté, we Francji. Jest to druga stacja w mieście, po dworcu Dijon-Ville. Czas podróży między dwoma dworcami pociągiem TER wynosi 6 minut.
Jest stacją SNCF, obsługiwaną przez pociągi TER Bourgogne.